# Морський крайт звичайний
Морський крайт звичайний (Laticauda laticaudata) — отруйна змія з роду Морський крайт родини Аспідові. Має 3 підвиди. Інші назви «кільчастий морський крайт», «синьогубий морський крайт».

## Опис
Загальна довжина коливається від 90 до 107 см. Спостерігається статевий диморфізм — самиці більші за самців. Голова витягнута. Тулуб стрункий, довгий. Хвіст невеликий та сплощений. Тулуб має яскравий блакитнуватий кольор (зустрічаються біло-блакитні або жовтуваті) з широкими чорними кільцями. До того ж верхня губа забарвлена у темно-коричневий або світло-синій колір. Черево має світле блакитно-жовте забарвлення.

## Спосіб життя
Полюбляє коралові рифи, прибережну рослинність, смугу прибою. Далеко від берега не запливає, зате нерідко зустрічається на суші. Харчується рибою.
Має особливо сильну нейротоксичну отруту, яка вражає нервову систему, але укус для людини рідко закінчується смертельним результатом через введення малої кількості отрути під час укусу. Отруту цієї змії використовують у медицині.
Це яйцекладна змія. Самиці відкладають до 3 яєць.

## Розповсюдження
Мешкає від островів Рюкю до Австралії та від Індії до Соломонових островів.

## Підвиди
- Laticauda laticaudata affinis
- Laticauda laticaudata laticaudata
- Laticauda laticaudata wolffi